# Тимотей Ламбридис
Тимотей (на гръцки: Τιμόθεος) е гръцки духовник, митрополит на Вселенската патриаршия.

## Биография
Роден е в Сяр със светската фамилия Ламбридис (Λαμπρίδης). Завършва Богословското училище на Халки през 1852 година. Служи като архиерейски наместник в Александрийската патриаршия. През септември или октомври 1856 година е ръкоположен за илиуполски митрополит в Египет. Поради реакция от страна на населението е принуден да напусне Египет и е заточен в манастира Ксиропотам на Света гора. През 1859 година му е разрешено да напусне Атон и той се установява в столицата Цариград.
На 23 август 1862 година и избран за митрополит на Алепската епархия, а на 14 юли 1873 година на тракийската Ганоска и Хорска епархия. Взима при себе си като протосингел съгражданина си Методий Папаемануил.
На 13/26 май 1875 година Тимотей е нападнат от мюсюлмански разбойници край село Мурсали на връщане към Хора от Паламут. Умира на следния ден от раните си.